# Somatische Hypermutation
Als somatische Hypermutation (SHM) wird das Einfügen von Mutationen in die Antikörpergene einer reifenden B-Zelle bezeichnet. Es handelt sich um einen wichtigen Schritt des adaptiven Immunsystems. Mit Hilfe des Enzyms Activation Induced Cytidine Deaminase (AID oder auch AICDA) entstehen zufällige Veränderungen der DNA. AID desaminiert Cytosin zu Uracil in einzelsträngiger DNA. Das Enzym UNG entfernt Uracil und schafft eine abasische Stelle. Dort wird von APE1 ein Einzelstrangbruch erzeugt. Üblicherweise wird im Rahmen der normalen Basenexzisionsreparatur in einer Zelle hier wieder ein Cytosin eingeführt, so dass die ursprüngliche Sequenz wiederhergestellt wird. Im Rahmen der somatischen Hypermutation werden jedoch die Zwischenprodukte der Basenexzisionsreparatur als Ausgangsprodukte für verschiedene fehlerhafte Reparaturwege verwendet, so dass Mutationen entstehen. Das führt in einigen Fällen zu erhöhter Affinität der Antikörper zu ihrem Antigen. Durch Selektion werden diejenigen Zellen ausgewählt, welche am besten das Antigen binden und es somit am effektivsten bekämpfen können. Die übrigen Zellen gehen zugrunde.
Dieser Prozess, welcher in den Keimzentren der sekundären lymphatischen Organe (Milz, Lymphknoten) stattfindet, ermöglicht es dem Organismus, eine Vielzahl von verschiedenen Antikörpern zu produzieren, und sich somit an die sich im Zuge einer Immunevasion verändernden Pathogene anzupassen sowie die Affinität der Antikörper zum Antigen zu erhöhen.